# Smooth reggae
Lo smooth reggae è un sottogenere della musica reggae in chiave commerciale, emerso durante gli anni ottanta.
Lo smooth reggae è simile al reggae pop, nella forte presenza di elementi melodici e un elevato potenziale commerciale . La vera differenza tra i due generi è il fatto che lo smooth reggae è un reggae romantico e seduttivo. Il genere iniziò ad emergere alla metà degli anni ottanta ottenendo popolarità fino agli anni novanta.